# 信光寺 (橿原市)

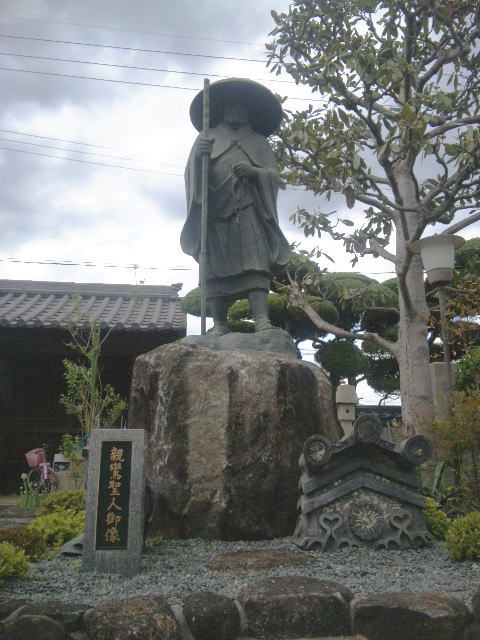
親鸞像

信光寺（しんこうじ）は、奈良県橿原市にある浄土真宗本願寺派の寺院。

## 概要
山号は金剛閣、本尊は阿弥陀如来立像。大和五ヶ所御坊の1つで畝傍御坊とも言われる。

## 歴史
- 1612年（慶長17年） - 神保相茂（長三郎）が伏見御屋敷の門などを移築した御堂に始まる。
- 1654年（承応3年） - 本堂を建立。
- 1678年（延宝6年） - 信光寺に改名する[1]。
- 1998年（平成10年）9月 - 本堂が台風によって甚大な被害を受ける。新築での再建を進め、2001年（平成13年）10月に落成。

## 所在地
- 奈良県橿原市御坊町

## 交通アクセス
- 近鉄橿原線 畝傍御陵前駅から徒歩で約5分。
- 近鉄橿原線 橿原神宮前駅から徒歩で約8分。

## 周辺
- 橿原神宮
- 橿原公苑